# Roger Bastide
Roger Bastide (ur. w Nîmes, 1 kwietnia 1898, zm. w Maisons-Laffitte, 10 kwietnia 1974) – francuski antropolog kulturowy, socjolog, specjalizujący się w tematyce społecznej Brazylii (zwracał uwagę np. na empobrecimento cultural -,,zubożenie kultury" i branqueamento – ,,wybielanie się czarnego społeczeństwa").
Był członkiem misji francuskiej na Universidade de São Paulo, doktorem honoris causa na tymże uniwersytecie. W swoich pracach zastanawiał się m.in. nad rolą psychoanalizy w socjologicznych badaniach światopoglądów.

## Publikacje (wybór)
- 1931 – Les problèmes de la vie mystique
- 1935 – Éléments de sociologie religieuse
- 1945 – "Art et société"
- 1957 – Brésil, terre des contrastes
- 1967 - Les Amériques noires
- 1971 - Anthropologie appliquée

### W języku polskim, m.in.
- O współdziałanie psychoanalizy i socjologii w tworzeniu teorii "wizji świata", w: Teksty : teoria literatury, krytyka, interpretacja, nr 4 (34), 1977.
- „O candoblé da Bahia (Rytuał Nagô)”, w: Leszek Kolankiewicz, Samba z bogami. Opowieść antropologiczna. Wydawnictwo KR, Warszawa 1995.